# Rubis (entreprise)
Pour les articles homonymes, voir Rubis (homonymie).
Rubis  est une entreprise française spécialisée dans le stockage de produits liquides industriels à travers sa filiale Rubis Terminal, dans la distribution de produits pétroliers (GPL, fiouls, etc.) à travers sa filiale Rubis Énergie, et dans des activités d’infrastructure, de transport, d’approvisionnement et de services via son pôle « Rubis Support et Services ». Rubis comprend près de 3 600 collaborateurs présents dans plus de 20 centres de profit.

## Historique
Rubis Investment & Cie est créée en 1990 par Gilles Gobin. Il est rejoint la même année par Bruno Krief et Jacques Riou, respectivement en qualité de directeur financier et d'associé-gérant. 
En 1991, la société fait l'acquisition de la Compagnie de Penhoët, une société holding de la galaxie Suez, pour 1,3 milliard de francs, et devient Rubis & Cie.
Deux ans plus tard, Rubis & Cie achète 230 millions de francs de parts dans la compagnie parisienne des asphaltes (souvent désignée par le sigle CPA), l’un des premiers opérateurs français indépendants de stockage d'hydrocarbures et de produits chimiques, fondé en 1877. Rubis détient, à ce moment-là, environ 60 % des parts de la CPA. La transaction inclut, notamment, les sites de stockage de Rouen et de Dunkerque.
En août 1994, Rubis acquiert 66 % des parts du groupe Havraise des pétroles-Vitogaz, fondé en 1939 et spécialisé dans la distribution de butane et de propane. 
Un an plus tard, Rubis entre en bourse (sur le second marché) et investit 32 millions de francs pour la reprise d'un dépôt de carburant sur le port de Brest. En 1996, la société poursuit son développement avec l'acquisition du dépôt de Lyon Saint-Priest et d'un terminal à Strasbourg. De son côté, Vitogaz France commence à s'implanter à l'international, d'abord au Maroc en 1997, puis à Madagascar en 1999 (mise en chantier du terminal d’importation du GPL) et aux Comores en 2001.
La même année (en 2001), Rubis fait l'acquisition, par l'intermédiaire de la CPA, de la société Propetrol et de ses terminaux situés à Strasbourg (carburants, combustibles et chimie), Salaise-sur-Sanne, Villeneuve-la-Garenne et Village-Neuf. 
En 2002, la CPA change de dénomination sociale et devient Rubis Terminal. 
En 2004, Rubis est admis au sein des indices de référence : CAC Mid 100, CAC Mid and Small 190 et SBF 250.
Parallèlement, la filiale Vitogaz poursuit son développement international, d'abord au Sénégal en 2003, puis dans les Antilles fin 2005 à la suite du rachat de SAGF (Shell des Antilles et de la Guyane française), opérateur de distribution de GPL et de produits pétroliers Shell. En 2006, Vitogaz France reprend les activités de distribution de produits pétroliers de Shell aux Bermudes. Enfin, la même année, la société crée la marque Energaz (commercialisation de bouteilles de GPL dans le réseau Intermarché) en partenariat avec BP.
En 2007, deux nouveaux projets de construction de dépôt gérés en partie par Rubis Terminal sont lancés : un dépôt de produits chimiques sur le Port de Rotterdam et un autre sur celui d'Anvers en partenariat (joint-venture) avec Intercontinental Terminals Company et Mitsui. La même année, Vitogaz France rachète les activités de Shell en Espagne et en Suisse (ainsi qu’en Allemagne, République tchèque et Bulgarie, cédées depuis), puis celles de Jersey et Guernesey en 2008. La même année, la société prend une participation dans les GIE Aviation (kérosène) aux Antilles et Guyane française et rachète Totalgaz Espagne. Enfin, en 2009, elle entre dans la distribution de carburants en Corse.
En 2010, Rubis fait son entrée dans le compartiment A d'Euronext, qui rassemble les entreprises dont la valorisation boursière est supérieure à 1 milliard d'euros, ainsi que dans les indices de référence SBF 120 et SBF 80. Vitogaz France renforce ses positions en Afrique en reprenant l'activité de distribution de GPL de Shell en Afrique australe, et poursuit son développement en Europe : rachat de l'activité de GPL en bouteilles du groupe Linde AG en Suisse et de BP en Espagne.
En 2011, Vitogaz renforce sa présence dans les Caraïbes en négociant l'acquisition des actifs de distribution de produits pétroliers du groupe Chevron, et en cédant ses actifs en Amérique centrale. Rubis crée, la même année, un fonds de dotation pour ses actions de mécénat : Rubis Mécénat Cultural Fund. 
En 2012, Rubis Terminal rachète 50 % des parts du terminal Delta Petrol de Ceyhan (Turquie). Vitogaz France finalise de son côté l'acquisition des réseaux de distribution de Chevron aux Bahamas, dans les îles Caïmans et les îles Turques-et-Caïques.
En janvier 2013, Rubis, via sa filiale Rubis Terminal, reprend la raffinerie anciennement Petroplus Raffinage Reichstett pour un montant symbolique d'un euro plus 37 millions d'investissement prévus sur 5 ans. Vitogaz France diversifie ses activités par le rachat de Multigas, filiale suisse de Carbagas spécialisée dans le domaine du conditionnement et de la distribution d'ammoniac haute pureté et de gaz spéciaux. La société rachète par ailleurs l'activité GPL de BP au Portugal, élargit sa présence dans les Caraïbes par le rachat des activités de distribution de Blue Equity LLC, et cède sa filiale GPL en Allemagne.
En 2014, Rubis restructure sa branche distribution en regroupant son activité française dans Vitogaz France et en créant une holding de contrôle, Rubis Energie, détenant également les participations du groupe dans les filiales étrangères. Cette nouvelle structure rachète les activités de distribution de GPL de Total en Suisse.
En 2015, Rubis crée une troisième branche, Rubis Support et Services, qui regroupe les opérations d’approvisionnement et la logistique internationale de produits pétroliers, rattachée juridiquement à sa filiale Rubis Énergie. La même année, Rubis acquiert 100 % des titres de la SRPP (Société Réunionnaise de Produits Pétroliers) et finalise l’acquisition d’Eres en Afrique de l’Ouest. Enfin, c’est également en 2015 que Rubis procède au rachat des 35,5 % complémentaires dans la raffinerie des Antilles (Sara).
En avril 2016, Rubis signe un accord pour le rachat de Bermuda Gas auprès du groupe Ascendant Ltd, unique fournisseur d’électricité des Bermudes.
En janvier 2017, Rubis rachète à ses partenaires 50 % des titres détenus dans Delta Rubis Petrol pour détenir 100 % du capital.
En avril 2017, Rubis finalise l'acquisition de la société haïtienne Dinasa et de sa filiale Sodigaz, qui fait partie du conglomérat économique GB Group. En juillet 2017, Rubis acquiert des sociétés du groupe Galana (premier distributeur de produits pétroliers à Madagascar) et des actifs de Repsol (distribution de GPL et réseaux canalisés au Portugal).
En 2018, le blocus américain impose à Rubis de cesser ses activités liées au bitume en Iran. Cette même année, une OPA est réalisée sur KenolKobil, distribution de produits pétroliers en Afrique et est obtenue l'autorisation de racheter les actifs GPL de Repsol au Portugal (Madère et les Açores)

## Actionnaires
Au 30 juin 2019.
| Orfim SAS                         | 5,12% |
| Famille Dassault                  | 5,04% |
| The Vanguard Group                | 2,33% |
| Norges Bank Investment Management | 1,42% |
| Sorgema SARL                      | 1,23% |
| FCP Rubis Avenir                  | 1,16% |
| Dimensional Fund Advisors LP      | 1,07% |
| Capital Research & Management     | 1,04% |
| Agena SARL                        | 0,92% |
| BlackRock Fund Advisors           | 0,80% |

## Activités

### Rubis Terminal
Rubis, via sa filiale Rubis Terminal, est devenu un des leaders français indépendants du stockage de produits liquides : produits pétroliers, chimiques, engrais et huiles végétales. Le groupe a constitué un maillage de dépôts côtiers spécialisés dans les flux d'entrées et de sorties de produits sur ses bases en France et dans la zone Nord-Europe (Anvers et Rotterdam),.
En juillet 2024 Rubis Terminal devient Tepsa et est cédée à  I Squared Capital.

### Rubis Énergie
Rubis, via sa filiale Rubis Énergie, exerce une activité de distribution de GPL et de fiouls. Le groupe s'est spécialisé sur des marchés de niches où, grâce au contrôle des infrastructures d'approvisionnement qui lui permettent un coût d'accès au produit compétitif, il peut gérer de façon pérenne des positions de marché de leader. Les principaux produits commercialisés sont les fiouls : stations-service, le gazole à l'adresse des industriels, l'aviation et les GPL (bouteilles et vrac), et le bitume.

#### Vitogaz
Vitogaz France, filiale de Rubis Énergie, est une entreprise française spécialisée dans la distribution de gaz de pétrole liquéfié, créée en 1939.

### Rubis Support et Services
La branche « Rubis Support et Services » comprend l’ensemble des activités d’infrastructure, de transport, d’approvisionnement et de services qui viennent en support au développement des activités aval de distribution et de marketing. La Société anonyme de la raffinerie des Antilles (SARA) et les activités d’approvisionnement dans les Caraïbes font partie de ce pôle,,.

## Controverses
Le 2 juin 2020, le journaliste indépendant Thierry Gadault met directement en cause la société dans une affaire de filière d'écoulement de produits pétroliers au bénéfice de l'État terroriste de Daesh via le port de Dörtyol (Hatay) et avec la bénédiction des autorités turques d'Erdoğan. Selon le site infoguerre, ces informations seraient en fait basées sur une opération de désinformation orchestrée à partir du 30 novembre 2015 par le ministère russe de la Défense dans le cadre des rivalités russo-turques sur le théâtre syrien.